# Johnny Hammond
John Robert Smith (Louisville, Kentucky, 16 de diciembre de 1933 – Chicago, Illinois, 4 de junio de 1997), más conocido como Johnny "Hammond", fue un organista de soul jazz y hard bop, especializado en el Hammond B3, del que tomó su apodo,.

## Trayectoria
Comenzó tocando en las bandas de Paul Williams y Chris Columbo, aunque pronto formó sus propios grupos, en los que participaron músicos como Etta James, Houston Person o Freddy McCoy. Después acompañó a la cantante Nancy Wilson, trabajando además como músico de sesión para el sello discográfico Prestige durante casi diez años. En 1971, cuando Creed Taylor crea el sello especializado en soul jazz Kudu Records, Hammond pasa a integrarse en su equipo artístico. En su primer álbum para Kudu, incorporó a la banda a Grover Washington, Jr., quien luego sería uno de los artistas más vendedores de la discográfica. El estilo funky de Hammond también le dio varios éxitos en las listas, especialmente su disco "Gambler's life" (Salvation Records, 1974).

## Discografía

### Como líder
- Have You Heard (Arrow, 1959)
- Imagination (Warwick, 1959)
- All Soul (New Jazz, 1959)
- That Good Feelin (New Jazz, 1959)
- Gettin' the Message (Prestige, 1960)
- Talk That Talk (New Jazz, 1960)
- Stimulation (Prestige, 1961)
- Opus De Funk (Prestige, 1961 [1966])
- Johnny Hammond cooks with gator tail (Prestige, 1962)
- Look Out! (New Jazz, 1962)
- Black Coffee (Riverside, 1963)
- Mr. Wonderful (Riverside, 1963)
- Open House! (Riverside, 1963)
- A Little Taste (Riverside, 1963)
- The Stinger (Prestige, 1965)
- The Stinger Meets the Golden Thrush (Prestige, 1966)
- Love Potion #9 (Prestige, 1966)
- Gettin' Up (Prestige, 1967) - también publicado como Ebb Tide
- Soul Flowers (Prestige, 1967)
- Dirty Grape (Prestige, 1968)
- Nasty! (Prestige, 1968)
- Soul Talk (Prestige, 1969)
- Black Feeling! (Prestige, 1969)
- Here It 'Tis (Prestige, 1970)
- What's Going On (Prestige, 1971)
- Breakout (Kudu, 1971)
- Wild Horses Rock Steady (Kudu, 1971)
- The Prophet (Kudu, 1972)
- Higher Ground (Kudu, 1973)
- Gambler's Life (Salvation, 1974)
- Gears (Milestone, 1975)
- Forever Taurus (Milestone, 1976)
- Storm Warning (Milestone, 1977)
- Don't Let the System Get to You (Milestone, 1978)

### Recopilatorios
- The Best of Johnny Hammond Smith (Prestige, 1970)
- The Best of Johnny Hammond Smith For Lovers (Prestige, 1970)